# Stoa

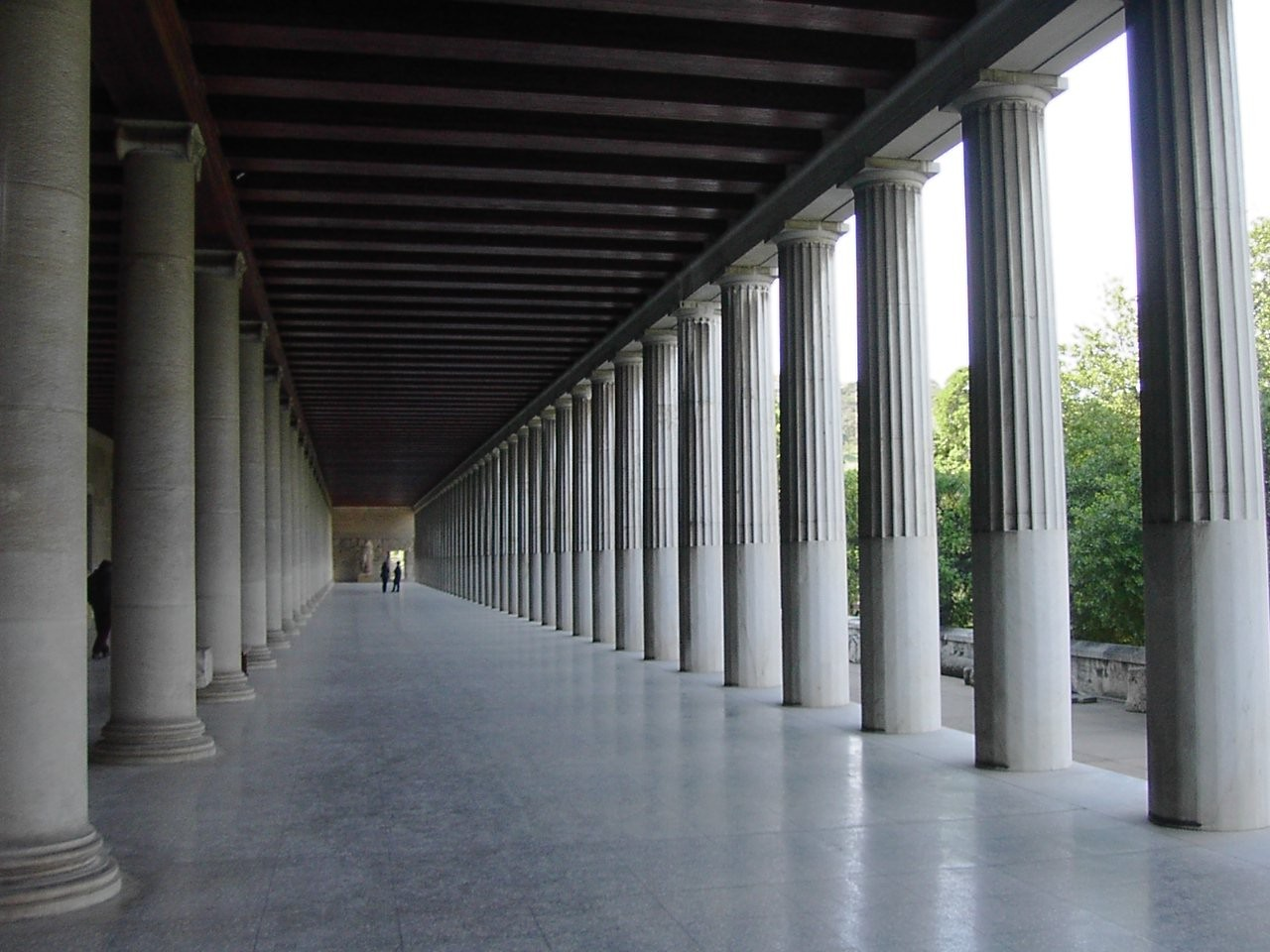
Zrekonstruowana Stoa Attalosa w Atenach

Stoa (st.gr. στοά) – w architekturze starogreckiej była to wolno stojąca, wydłużona hala kolumnowa, którą zamykała z tyłu ściana, często zdobiona malowidłami. Stoy były miejscem handlu, ale służyły też do odpoczynku lub wykonywania zadań administracyjnych. Ich podstawowym przeznaczeniem było jednak zapewnienie mieszkańcom greckich miast osłony przed deszczem i żarem słonecznym w miejscach publicznych.
Stoy często obramowywały agorę i były stosowane w palestrach i gimnazjonach. W architekturze bizantyńskiej była to sala, której dach był podtrzymywany przez jeden lub kilka rzędów kolumn ustawionych równolegle do tylnej ściany.
Jedną ze słynnych stoi w Atenach była tak zwana ἡ στοὰ ἡ ποικίλη (he stoa he poikile – "stoa malowana, barwna, pstra") niedaleko agory. Została wybudowana przez Kimona około roku 450 p.n.e., a nazwano ją tak dla zdobiących jej ściany barwnych malowideł Polignota, Mikona Panajosa przedstawiających sceny bitewne. W stoa poikile nauczał filozof Zenon z Kition i stąd wzięła się nazwa założonej przez niego szkoły filozoficznej – stoicyzm.